# Ulrich Meierfrankenfeld
Ulrich Meierfrankenfeld (* 21. April 1962) ist ein deutscher Mathematiker, der sich mit Gruppentheorie beschäftigt.

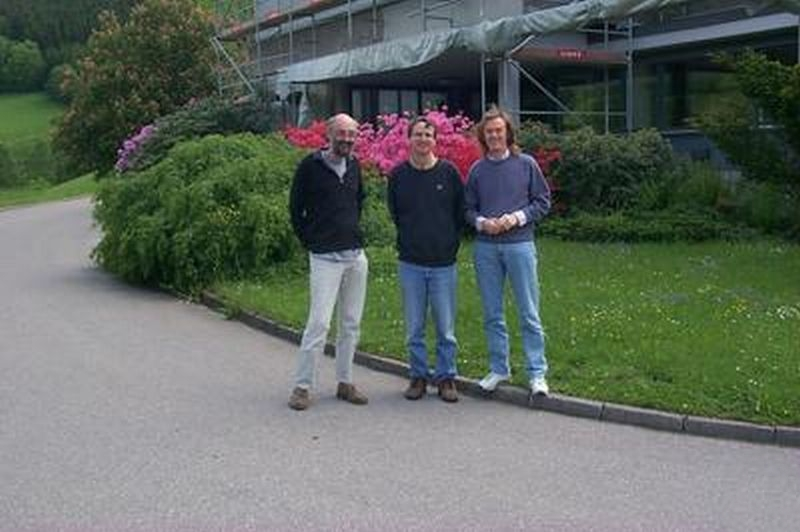
Meierfrankenfeld (Mitte) in Oberwolfach 2003

Meierfrankenfeld wurde 1986 an der Universität Bielefeld bei Bernd Stellmacher promoviert (Eine Lösung des Pushing-up-Problems für eine Klasse endlicher Gruppen). Er ist seit Anfang der 1990er Jahre Professor an der Michigan State University.
Meierfrankenfeld ist mit Gernot Stroth, Stellmacher und anderen am Programm der Vereinfachung der Klassifikation der endlichen einfachen Gruppen beteiligt, nachdem schon in den 1980er Jahren Daniel Gorenstein ein erstes solches Vereinfachungsprogramm geleitet hatte.
1989 bewies er mit Robert Griess und Yoav Segev die Eindeutigkeit des Monsters, der größten sporadischen endlichen einfachen Gruppe, die Griess zuerst konstruierte.